# Dharavi

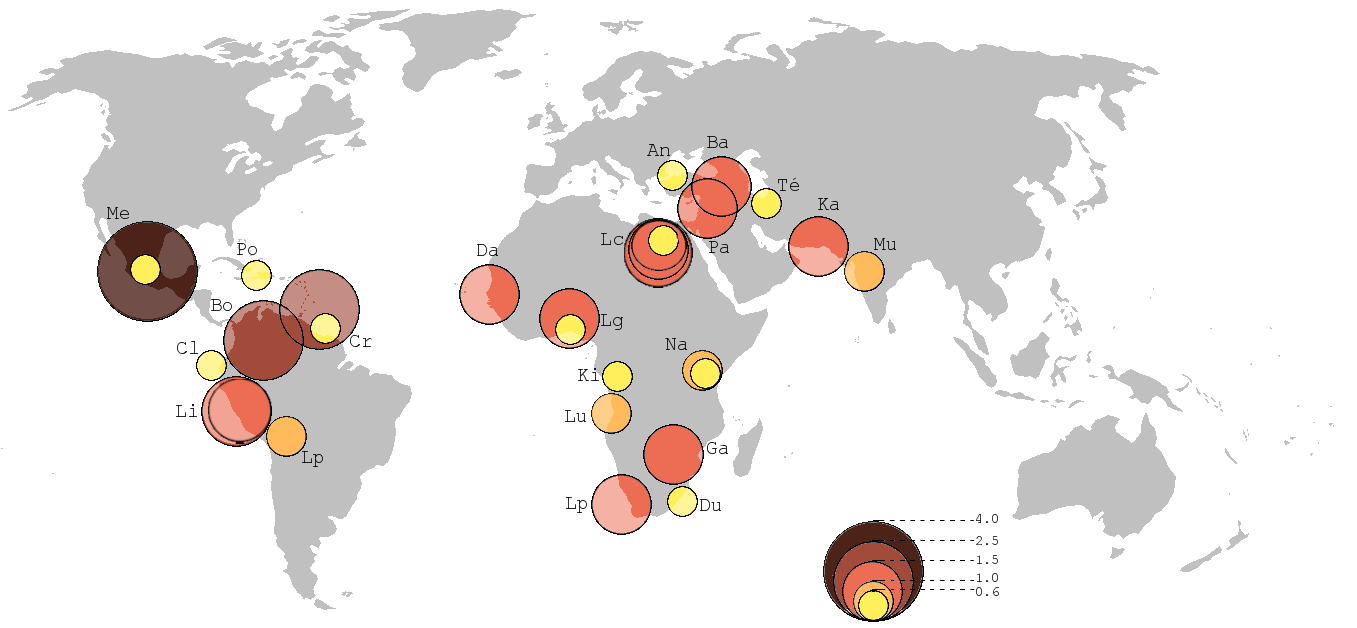
Dharavi im Vergleich mit anderen großen Slums der Welt

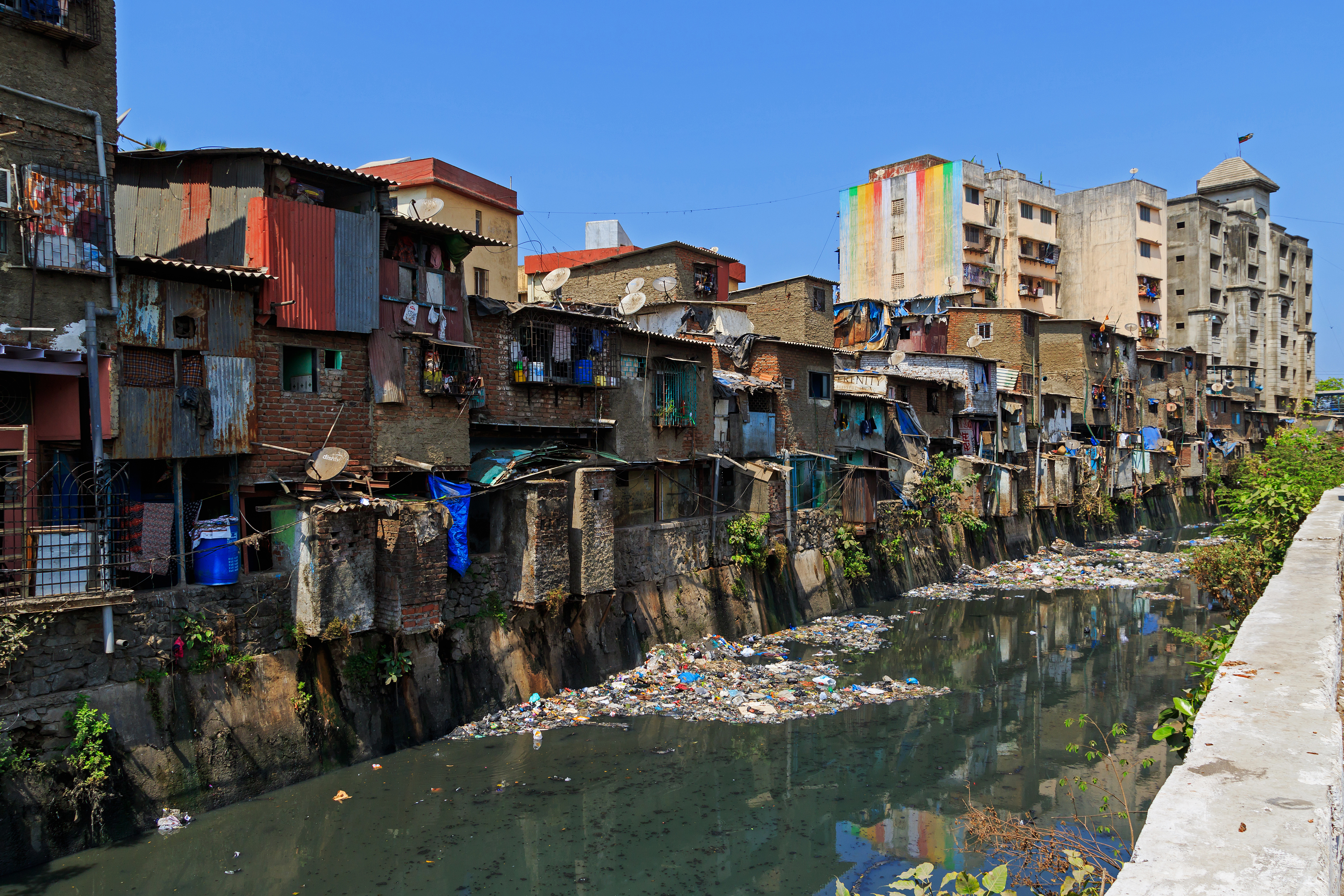
Ansicht von einer Straße aus

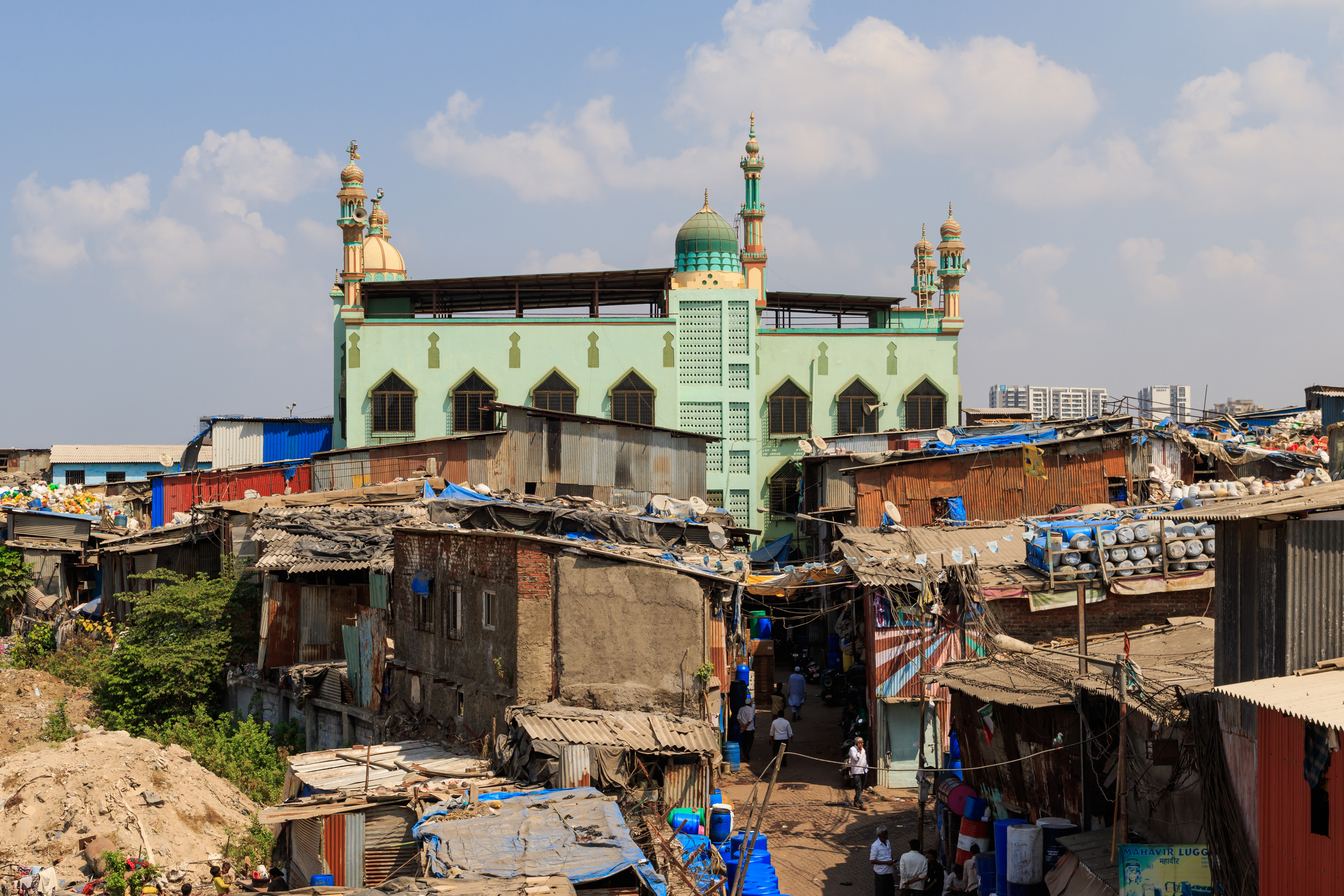
Eine Moschee in Dharavi

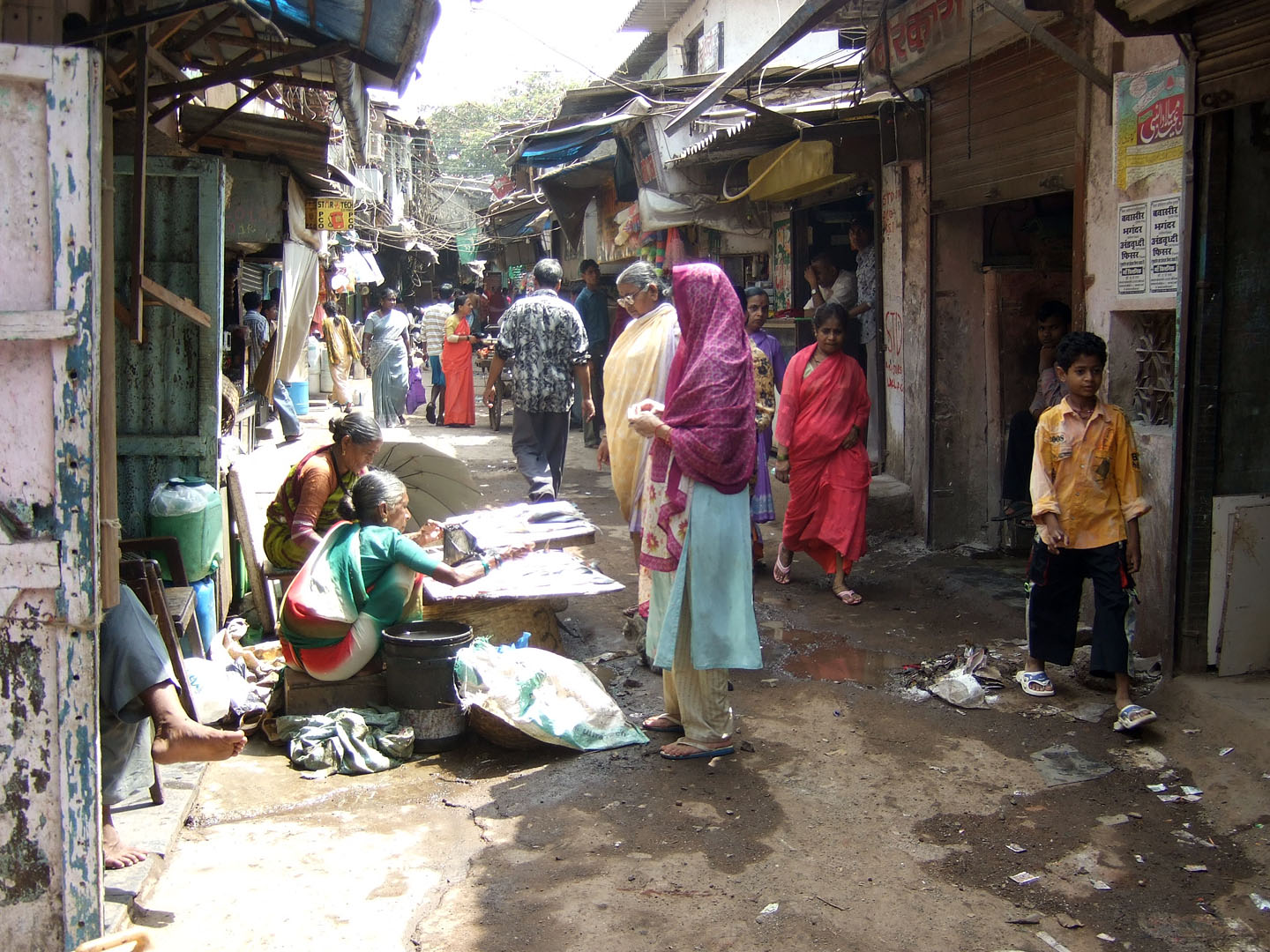
Wohn- und Geschäftsstraße

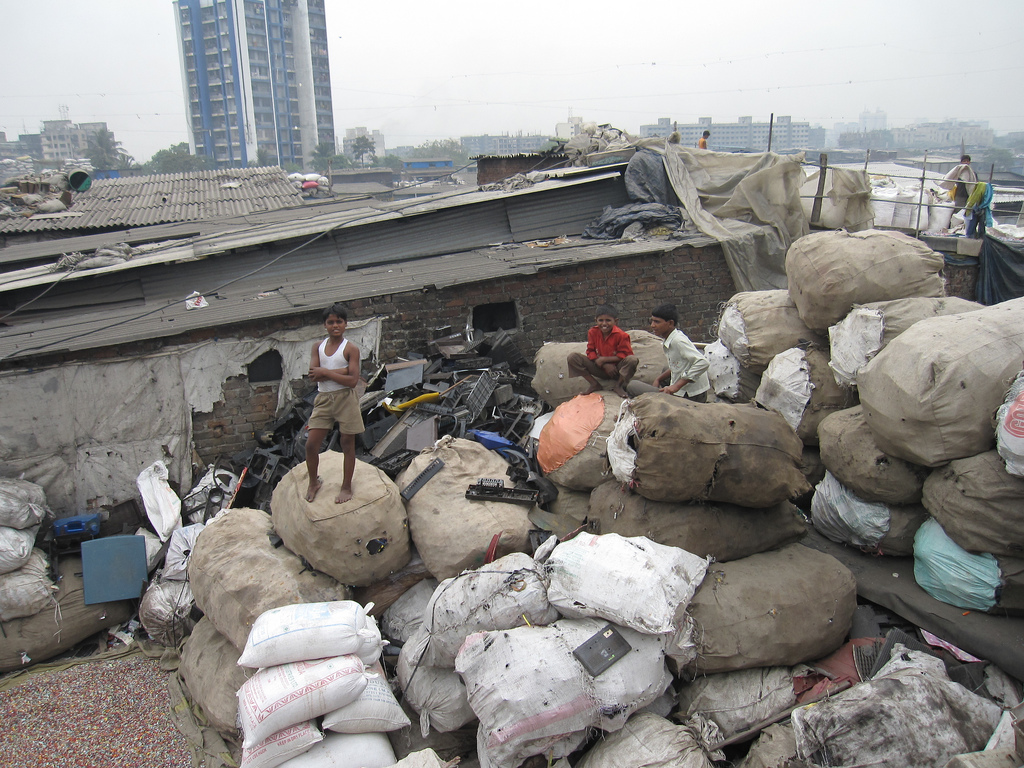
Wiederverwertbares wird gesammelt, sortiert und weiterverkauft

Dharavi (Marathi: धारावी, Dhārāvī) ist ein Slum in der indischen Metropole Mumbai. Er gilt als der größte Slum Asiens, obwohl es gemäß National Geographic größere Slums gibt.
Dharavi liegt auf einer Fläche von etwas über 2 km² entlang des Flusses Mahim, eingerahmt zwischen der Western und der Central Railway, zwei wichtigen Eisenbahnlinien der Stadt. Neben Wohnungen gibt es in Dharavi auch Wirtschaftsleben und Geschäfte wie z. B. Töpfereien und Gerbereien. Administrativ ist Dharavi in Ward 3 East in der Zone 3 eingeteilt.
Angaben zur Bevölkerungszahl des Gebiets variieren stark. Die indische Aktivistin Sheela Patel schätzte die Zahl der Bewohner im Oktober 2007 auf 350.000 bis 600.000, an anderer Stelle im selben Jahr auf 450.000 bis 600.000. Der Economist bezifferte die Bevölkerung im Mai 2007 auf „ungefähr 600.000“, Time Asia im Juni 2006 auf 600.000 bis 1 Million. 

## Geschichte
Dharavi war nicht immer ein Slum und ist so alt wie das restliche Mumbai. Wie dieses wurde es ursprünglich von Fischern bewohnt. Mumbai bestand früher aus mehreren Inseln. Mit der Trockenlegung von Wasserflächen, um aus den Inseln eine zusammenhängende Landfläche zu machen, verloren die Fischer ihre Lebensgrundlage. Die trockengelegten Flächen boten Platz für Migranten, die zunächst aus dem umliegenden Maharashtra, später – und bis heute – aus ganz Indien in das relativ wohlhabende Mumbai strömten, dort aber oft nicht die erhofften besseren Lebensbedingungen vorfanden und im Slum landeten.

## Heutige Situation
Dharavi, das ursprünglich am Stadtrand von Mumbai lag, wurde von der Stadt umwachsen, sodass es heute mitten in der Stadt liegt.
Es bestehen Pläne, die Slumhütten von Dharavi abzureißen und (teilweise) durch soziale Wohnungsbauten zu ersetzen. Kritiker befürchten, dass diese Pläne in erster Linie dazu dienten, die Slumbewohner „loszuwerden“ und die attraktiv zentral gelegene Bodenfläche des Slums für wirtschaftliche Zwecke nutzbar zu machen.
Am 30. Mai 2007 ging eine Meldung durch die Presse, dass Dharavi zum Kauf angeboten wird. Zu diesem Thema erschien 2009 der schweizerisch-deutsche Dokumentarfilm Dharavi, Slum for Sale des Regisseurs Lutz Konermann.
Seit 2006 bieten verschiedene Tourveranstalter Führungen durch Dharavi an. Mit dem Gewinn werden eine Schule, ein Kindergarten und ein Gemeinschaftszentrum betrieben. Die Touren mit den Touristenführern, die selbst aus Armenvierteln stammen, führen durch das Geschäfts- und Industrieviertel und die Wohngegenden Dharavis.
In Dharavi werden jährlich rund 700 Millionen Euro mit Handel, Handwerk und Dienstleistungen umgesetzt. Große Mengen Plastikmüll werden gereinigt, geschreddert und eingeschmolzen, häufig unter gesundheitsschädlichen Arbeitsbedingungen. Laut einer NZZ-Reportage vom Februar 2020 erwirtschaften ungefähr 20.000 Kleinstbetriebe einen Jahresumsatz zwischen 500 Mio. und 1 Mrd. USD.